# Mileč (Kralovická pahorkatina)

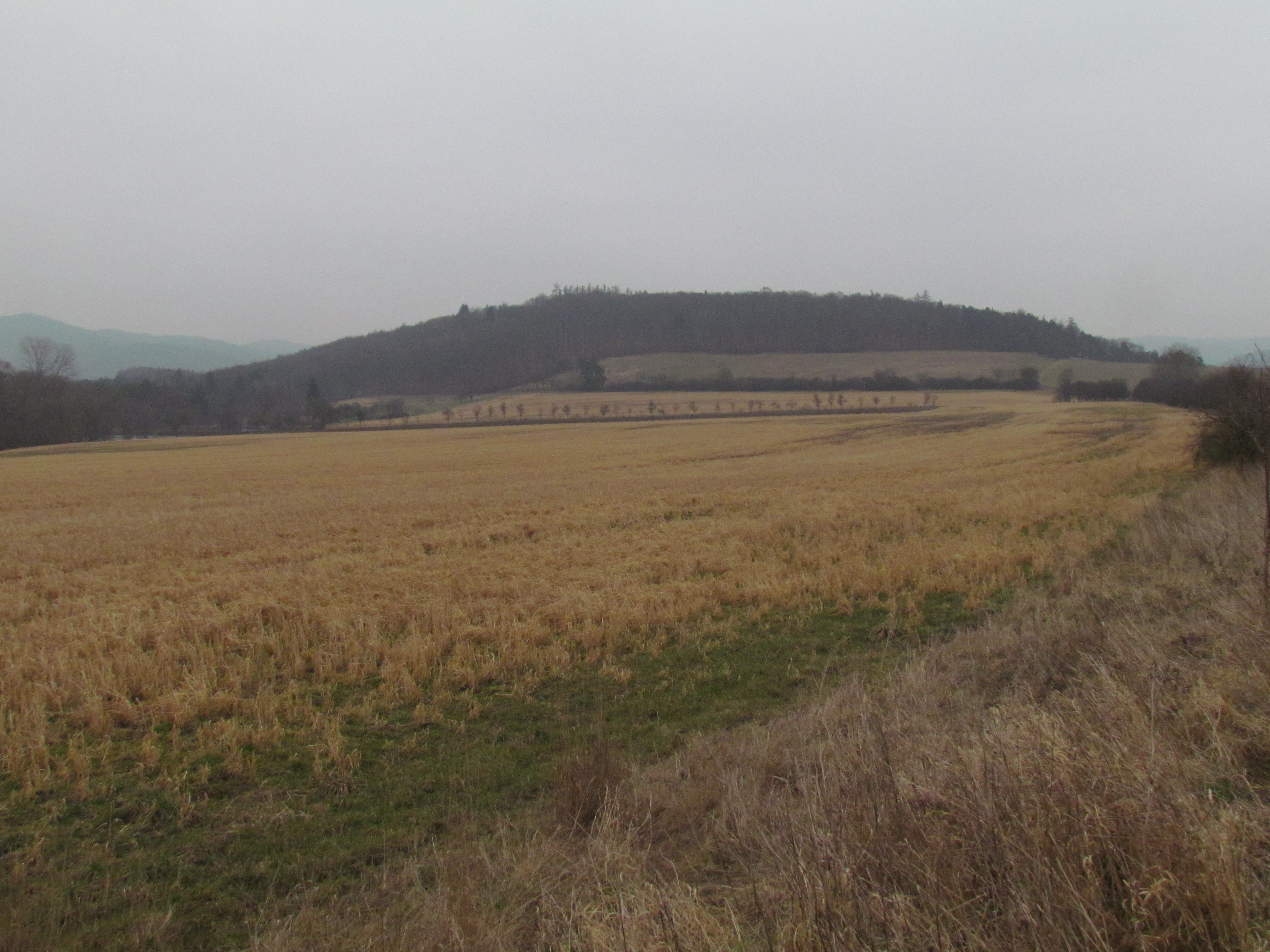
Pohled na vrch Mileč od severu.

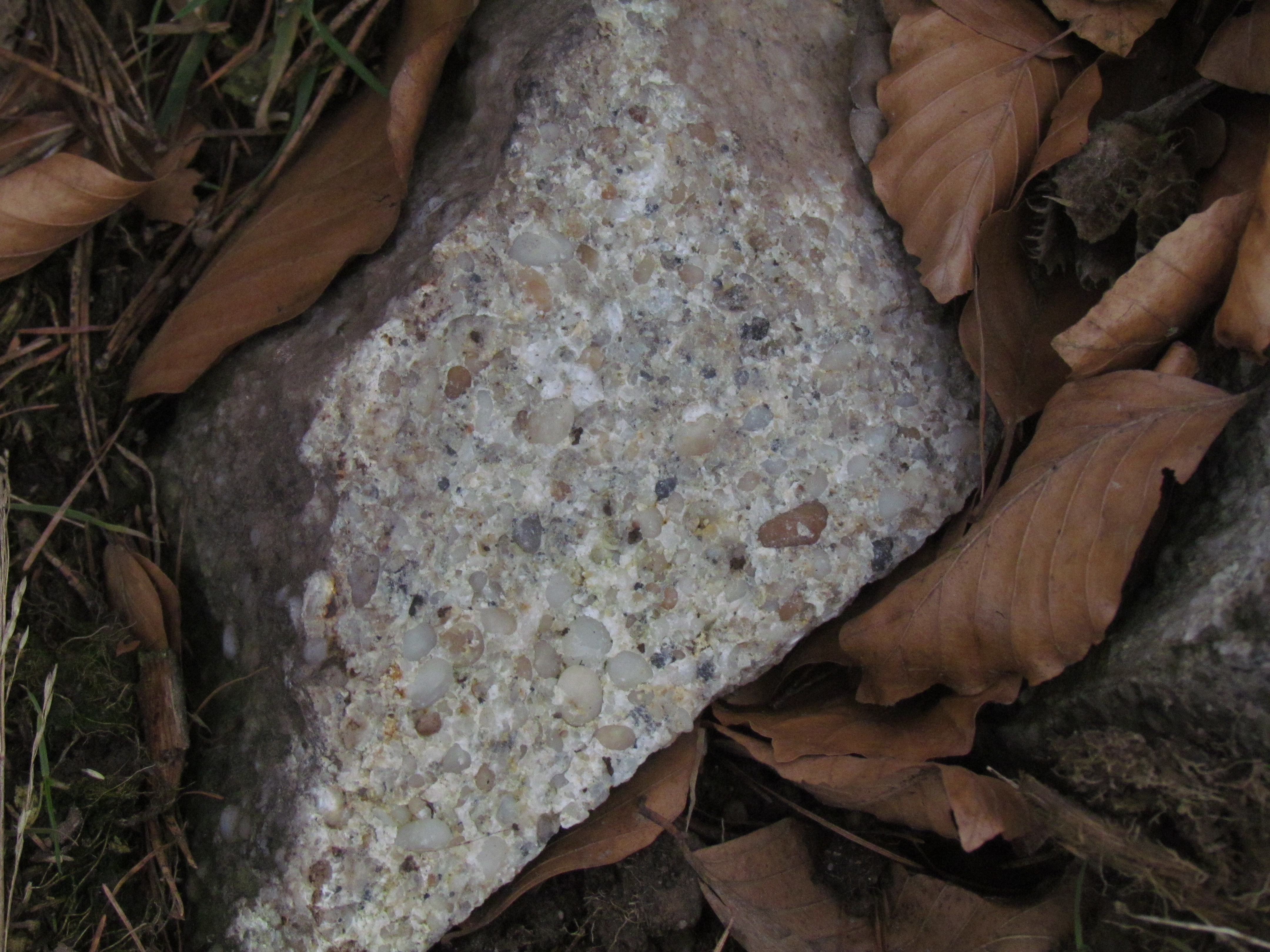
Milečský slepenec in situ

Mileč (424 m n. m.) je vrch nacházející se asi 1 km jihovýchodně od obce Hřebečníky v okrese Rakovník.

## Popis vrchu
Zalesněný vrch se nachází v katastrálním území obce Hřebečníky mezi stejnojmennou obcí Hřebečníky na severu, Šlovice na západě, Skryje na jihu a Týřovice na východě. Na jihu je masiv vrcholu ohraničen tokem řeky Berounky v západo-východním směru, na severu pak bezejmenným potokem, který se na východě stáčí tzv. Karáskovou roklí k jihu a tvoří i východní hranici masivu Mileče. Na západně je vrch ohraničen údolím Chmelnického potoka. Zatímco od severu jsou svahy vrchu spíše pozvolné, jižní svah prudce klesá o 170 metrů od hřebene táhnoucího se západo-východním směrem k řece Berounce. Celý vrch se nachází na území Chráněné krajinné oblasti Křivoklátsko. Na východní okraj masivu zasahuje i přírodní památka Skryjsko-týřovické kambrium. Na jihovýchodním úbočí na levém břehu Berounky se nachází chatová oblast. Na severním úbočí pak usedlost Karáskův mlýn.

## Geologie
Vrch Mileč je tvořen především neoproterozoickým bazaltem (spilitem) a dále pak četnými sedimenty slepenců bazálního kambria, které po výskytu na a v okolí vrchu Mileč jsou nazývány milečské slepence. Na vrchu se nacházejí jednak v podobě přirozených výchozů, ale i v podobě zaniklých lůmků, které byly zdrojem stavebního kamene například v obcích Hřebečníky či Skryje, ale i při výstavbě nedalekého silničního mostu přes řeku Berounku. Na některých místech se na jihovýchodních svazích nacházejí zachované brekciovité, variolitické i polštářovité typy spilitů.

## Fauna a flóra
Fauna i flóra víceméně odpovídá charakteru CHKO Křivoklátsko, na jehož území se vrchol nachází. Na jižním prudkém svahu vrchu, tvořenému místy suťovými poli, převládá habrový porost s místy se vyskytujícími se duby, lískou, borovicemi a hlohem, zatímco v horní části vrchu převládá borovice a kolem vrcholu buk.

## Přístup
Podél jižního úbočí při břehu řeky Berounky vede zelená turistická trasa od rozcestí u skryjského mostu k obci Šlovice a dále. Od stejného místa vede nejprve Karáskovou roklí a pak při severním okraji masivu modrá turistická trasa k Hřebečníkům a pak dále. Vlastní lesní prostor vrchu je protkán řadou lesních cest. K vrcholu Mileče se lze dostat nejjednodušeji po modré turistické trase od Hřebečníků. V místech, kde se na louce trasa stáčí z jižního směru k východu, vede dále polní cesta směrem k lesu kde se stáčí jihovýchodu a stoupá až hřebeni, podél kterého pokračuje východním směrem. Vrchol Mileče se pak nachází asi po 100 metrech chůzí ve volném terénu severovýchodně od této cesty na hřebeni.